# Ionenstärke
Die Ionenstärke (Formelzeichen {\displaystyle I}, in der älteren Literatur auch µ) einer Lösung ist ein Maß für die elektrische Feldstärke aufgrund gelöster Ionen. Die chemische Aktivität gelöster Ionen und die Leitfähigkeit von Elektrolyt-Lösungen stehen mit ihr im Zusammenhang.
Gemäß den Empfehlungen der IUPAC kann die Ionenstärke sowohl über die Stoffmengenkonzentration als auch über die Molalität der gelösten Ionen definiert werden:
{\displaystyle I_{c}={\begin{matrix}{\frac {1}{2}}\end{matrix}}\cdot \sum _{i}c_{i}\cdot z_{i}^{2}}
{\displaystyle I_{b}={\begin{matrix}{\frac {1}{2}}\end{matrix}}\cdot \sum _{i}b_{i}\cdot z_{i}^{2}}
mit 
- der Stoffmengenkonzentration {\displaystyle c_{i}} (in mol/l)
- der Molalität {\displaystyle b_{i}} (in mol/kg)
- der Ladungszahl {\displaystyle z_{i}},

jeweils der Ionensorte {\displaystyle i}.
Da die Ionenladung im Quadrat in die Ionenstärke eingeht, liefert ein zweifach geladenes Ion im Vergleich zu einem einwertigen Ion bei gleicher Konzentration den vierfachen Beitrag zur Ionenstärke.

## Beispiele
Bei einfach geladenen Ionen ist die Ionenstärke bei vollständig dissoziierten Elektrolyten gleich der Salzkonzentration. Für eine Kochsalzlösung mit {\displaystyle c}(NaCl) = 0,001 mol/l beträgt die Konzentration der beiden Ionensorten Na+ und Cl− ebenfalls 0,001 mol/l. Die Ionenstärke ist wegen {\displaystyle z}(Na+) = 1 und {\displaystyle z}(Cl−) = −1:
{\displaystyle {\begin{aligned}I(\mathrm {NaCl} )&={\begin{matrix}{\frac {1}{2}}\end{matrix}}\cdot (z^{2}(\mathrm {Na^{+}} )\cdot c(\mathrm {Na^{+}} )+z^{2}(\mathrm {Cl^{-}} )\cdot c(\mathrm {Cl^{-}} ))\\&={\begin{matrix}{\frac {1}{2}}\end{matrix}}\cdot (1^{2}\cdot c(\mathrm {NaCl} )+(-1)^{2}\cdot c(\mathrm {NaCl} ))\\&=c(\mathrm {NaCl} )\\\Downarrow &\\I&={\begin{matrix}{\frac {1}{2}}\end{matrix}}\cdot (1^{2}\cdot 0{,}001~\mathrm {mol/l} +(-1)^{2}\cdot 0{,}001~\mathrm {mol/l} )\\&={\begin{matrix}{\frac {1}{2}}\end{matrix}}\cdot (0{,}001~\mathrm {mol/l} +0{,}001~\mathrm {mol/l} )\\&=0{,}001~\mathrm {mol/l} \end{aligned}}}
Bei einem 1:2-wertigen oder 2:1-wertigen Elektrolyten, beispielsweise bei Calciumchlorid, ist die Ionenstärke gleich der dreifachen Salzkonzentration.
Beispielsweise gilt für Calciumchlorid mit den Ladungszahlen {\displaystyle z}(Ca2+) = 2 und {\displaystyle z}(Cl−) = −1 sowie den Stöchiometrieverhältnissen {\displaystyle c}(CaCl2) = {\displaystyle c}(Ca2+) = {\displaystyle \textstyle {\frac {c}{2}}}(Cl−):
{\displaystyle {\begin{aligned}I(\mathrm {CaCl_{2}} )&={\frac {1}{2}}\cdot (z^{2}(\mathrm {Ca^{2+}} )\cdot c(\mathrm {Ca^{2+}} )+z^{2}(\mathrm {Cl^{-}} )\cdot c(\mathrm {Cl^{-}} ))\\&={\frac {1}{2}}\cdot (2^{2}\cdot c(\mathrm {CaCl_{2}} )+(-1)^{2}\cdot 2\cdot c(\mathrm {CaCl_{2}} ))\\&={\frac {1}{2}}\cdot (6\cdot c(\mathrm {CaCl_{2}} ))\\&=3\cdot c(\mathrm {CaCl_{2}} )\end{aligned}}}

## Bedeutung
Die Ionenstärke wurde bei der Entwicklung der Debye-Hückel-Theorie als praktikable Größe in die Elektrochemie eingeführt. Diese Theorie zeigt, dass die mittleren Aktivitätskoeffizienten {\displaystyle \gamma } in verdünnten Lösungen von der Wurzel der Ionenstärke abhängen, und liefert beispielsweise für verdünnte wässrige Lösungen bei 25 °C folgende Formel:
{\displaystyle \lg \gamma =-A\cdot \left\vert z^{+}\cdot z^{-}\right\vert \cdot {\sqrt {I}}}
mit 
{\displaystyle A=0{,}5099\,\mathrm {dm^{\frac {3}{2}}\cdot mol^{-{\frac {1}{2}}}} .}